# 2023년 스웨덴 쿠란 소각

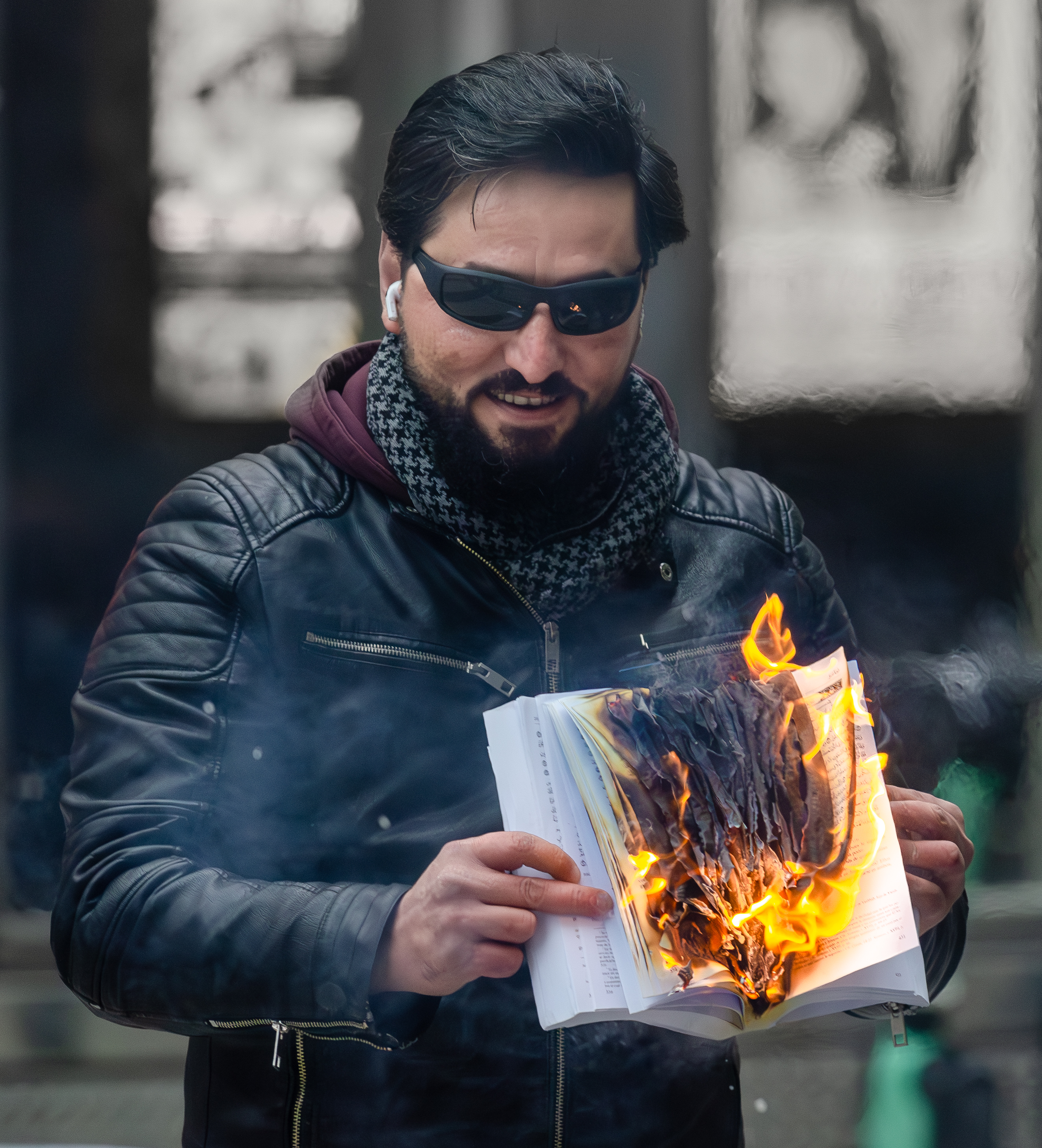
2023년 10월 쿠란을 소각하는 살완 모미카

2023년 스웨덴 쿠란 소각은 2023년 스웨덴에서 쿠란을 소각한 일련의 사건이다. 스웨덴 언론에서는 이를 통틀어 코란크리센(스웨덴어: Korankrisen, 쿠란 위기)이라고 불렀다. 가장 주목할 만한 사건은 2023년 6월 28일에 일어났는데, 37세의 이라크의 아시리아 난민 살완 모미카가 스톡홀름 모스크 밖에서 쿠란을 찢어서 불을 지른 사건이다. 이 사건은 국제적인 항의와 비난을 불러일으켰다. 7월 20일 살완 모미카는 스톡홀름에서 또 다른 쿠란 소각을 계획했고, 이로 인해 시위대가 바그다드에 있는 스웨덴 대사관을 습격하고 방화했다.
이로 인해 덴마크에서 여러 차례의 후속 시위가 일어났고, 무슬림이 다수인 여러 나라의 대사관 밖에서 쿠란이 소각되었다. 폭력과 보이콧 형태의 반대 시위로 인해 결국 덴마크는 종교 문헌의 "부적절한 취급"을 범죄로 규정하는 신성모독법을 다시 도입했다.
살완 모미카는 스톡홀름 근처 쇠데르텔리에의 아파트 건물에서 총에 맞아 2025년 1월 29일 38세의 나이로 사망했다.